# 北浜駅 (大阪府)
北浜駅（きたはまえき）は、大阪府大阪市中央区北浜一丁目にある、京阪電気鉄道京阪本線・大阪市高速電気軌道 (Osaka Metro) 堺筋線の駅。駅番号は京阪がKH02、大阪市高速電気軌道がK14。

## 歴史
- 1963年（昭和38年）4月16日：京阪本線淀屋橋駅 - 天満橋駅間開通と同時に京阪北浜駅開業。
- 1964年（昭和39年）4月30日：大阪証券ビル東出入口竣工[1]。
- 1969年（昭和44年）12月6日：堺筋線天神橋筋六丁目駅 - 動物園前駅間開通と同時に大阪市営地下鉄北浜駅開業。
  - なお地上には、1968年（昭和43年）4月30日まで大阪市電の北浜二丁目電停があった。
- 1979年（昭和54年）1月20日：京阪駅に点字運賃表設置[2]。
- 1980年（昭和55年）5月1日：朝夕のラッシュ時に禁煙タイム実施[3]。
- 1985年（昭和60年）4月22日：京阪北浜駅、ホームを8両編成対応に延長され使用開始。
- 1987年（昭和62年）
  - 1月25日：京阪北浜駅、中央改札口使用開始[1]。
  - 6月24日：京阪北浜駅、冷房化[4]。
- 1988年（昭和63年）9月1日：京阪北浜駅、駅構内「終日禁煙」を実施[5]。
- 1993年（平成5年）6月1日：京阪北浜駅、駅改良工事竣工、車椅子対応エスカレーター・車椅子対応トイレ設置[6]。
- 2005年（平成17年）3月31日：淀屋橋駅 - 北浜駅間地下コンコースをリニューアル[1]。
- 2013年（平成25年）9月30日：京阪北浜駅、防災監視盤更新工事が完成[7]。
- 2014年（平成26年）12月19日：京阪駅に「ホーム異常通報装置」を設置[8]。
- 2015年（平成27年）11月24日：京阪駅に2番ホームに足下灯を設置[9]。
- 2016年（平成28年）6月7日：京阪駅のきっぷうりばに自動定期券発行機を設置（継続定期券のみ[注 1]）[10]。
- 2018年（平成30年）   
  - 4月1日：大阪市交通局の民営化により、堺筋線の駅は大阪市高速電気軌道 (Osaka Metro) の駅となる。
  - 11月9日：京阪駅に身体障害者対応エレベーター設置[11]。
- 2019年（平成31年）3月16日：京阪駅のトイレのリニューアル工事竣工、使用開始[12]。
- 2020年（令和2年）2月：京阪駅京都行ホームに「注意喚起シート（紅白縞模様）」を設置[13]。
- 2022年（令和4年）11月27日：堺筋線ホームで可動式ホーム柵の運用を開始[14]。

## 京阪電気鉄道
島式ホーム1面2線を有する地下駅である。
改札・コンコースは地下1階、ホームは地下2階にある。改札口は1か所のみ。隣の淀屋橋駅へは改札外の連絡通路で繋がっている。特急停車駅であるがホーム幅員はやや狭い。
淀屋橋駅が満線の場合、同駅場内信号機に停車するが、駅間距離が短いため、8両編成の場合は列車の最後尾1両が当駅のホームに残った状態で停車するという独特の光景が見られる。さらにラッシュ時はその状態のまま後続列車が第2場内信号機まで入線してくることが多く、さながら列車の併結前のようになる。ホーム途中に場内信号機または第0閉塞信号機を備えた駅は他社でも都市部を中心に数多くあるが、上記のような場面が頻繁に見られる駅は珍しい。
かつて駅名標は「北浜（堺筋）」と表記されていたが、2007年度中に天満橋駅等で導入済の新フォーマットに取り替えられると同時に、「（堺筋）」の記載は抹消された。また、かつては到着の前の車内放送で「三越前」と案内されていた。
駅ホームのカラーリングは茶色。
かつて、バリアフリー設備は車椅子移動に対応可能なエスカレーターのみで、京阪電気鉄道の地下駅では唯一身体障害者対応エレベーターは設置されずにいたが、2018年10月末に、エレベーターの設置が完了した。

### のりば

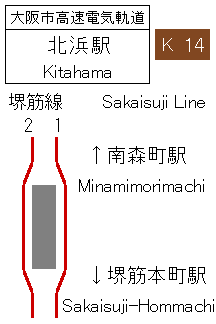
配線図

| 番線 | 路線      | 方向 | 行先             |
| ---- | --------- | ---- | ---------------- |
| 1    | ■京阪本線 | 上り | 三条・出町柳方面 |
| 2    | ■京阪本線 | 下り | 淀屋橋方面       |

付記事項
- ホームの有効長は8両編成分である。
- 2006年頃から2008年中之島線開業まで、2番線の自動放送は停車列車と（回送などの）通過列車を区別しないタイプになり、停車・通過に関係なく放送後には通過チャイムが流れていた[注 4]。2008年に放送が新フォーマットに準拠したものに更新された際も、そのスタイルを踏襲していた（この時には通過チャイムからメロディーの変更。メロディーの音程は他駅より低い）。
- 災害対策として音声警報による自動放送、避難路確保のために自動改札機をワンスイッチで一斉開放される。など機能を持つ防災監視盤が設置されている[16]。

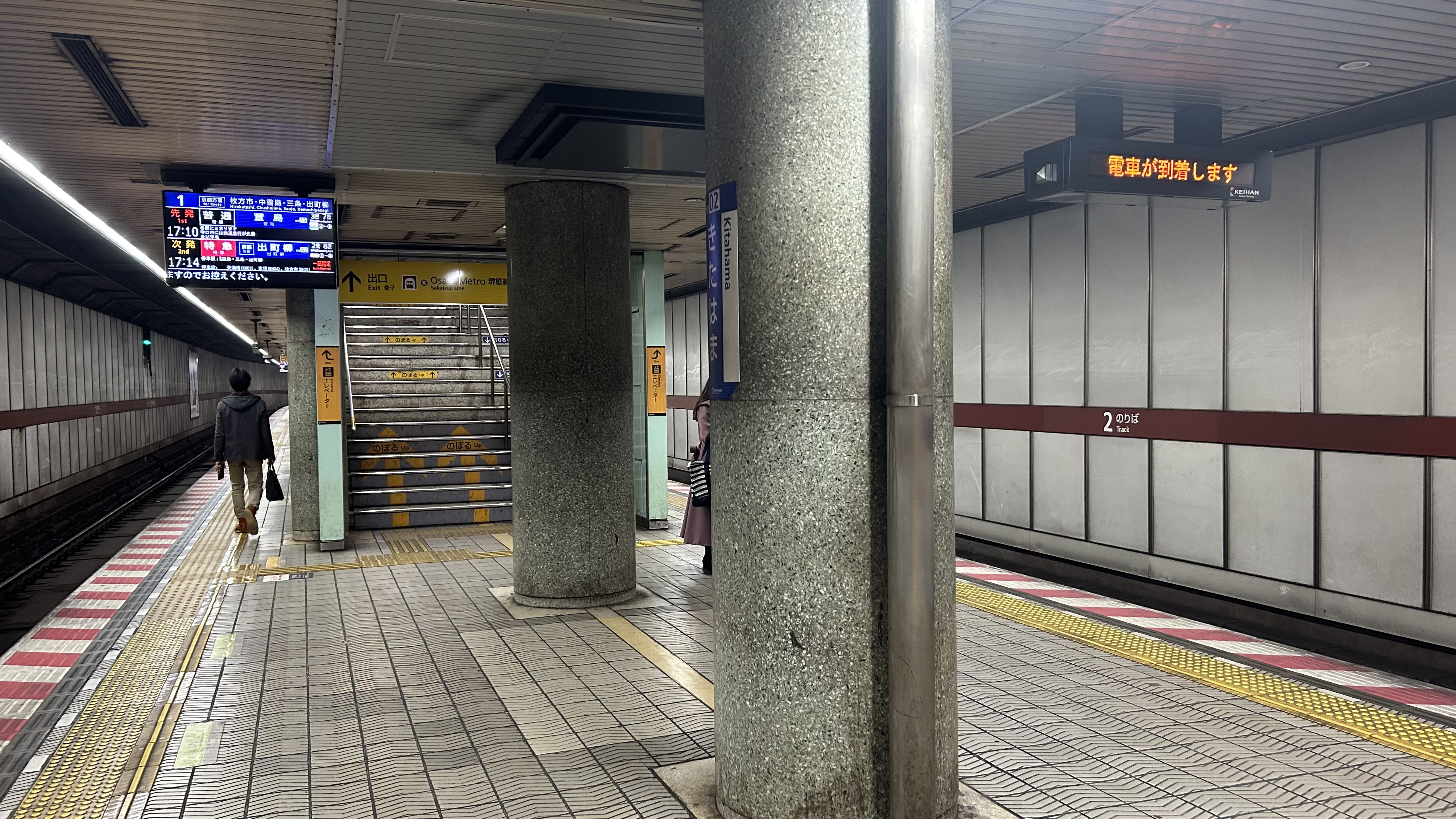
京阪線ホーム（2025年3月）
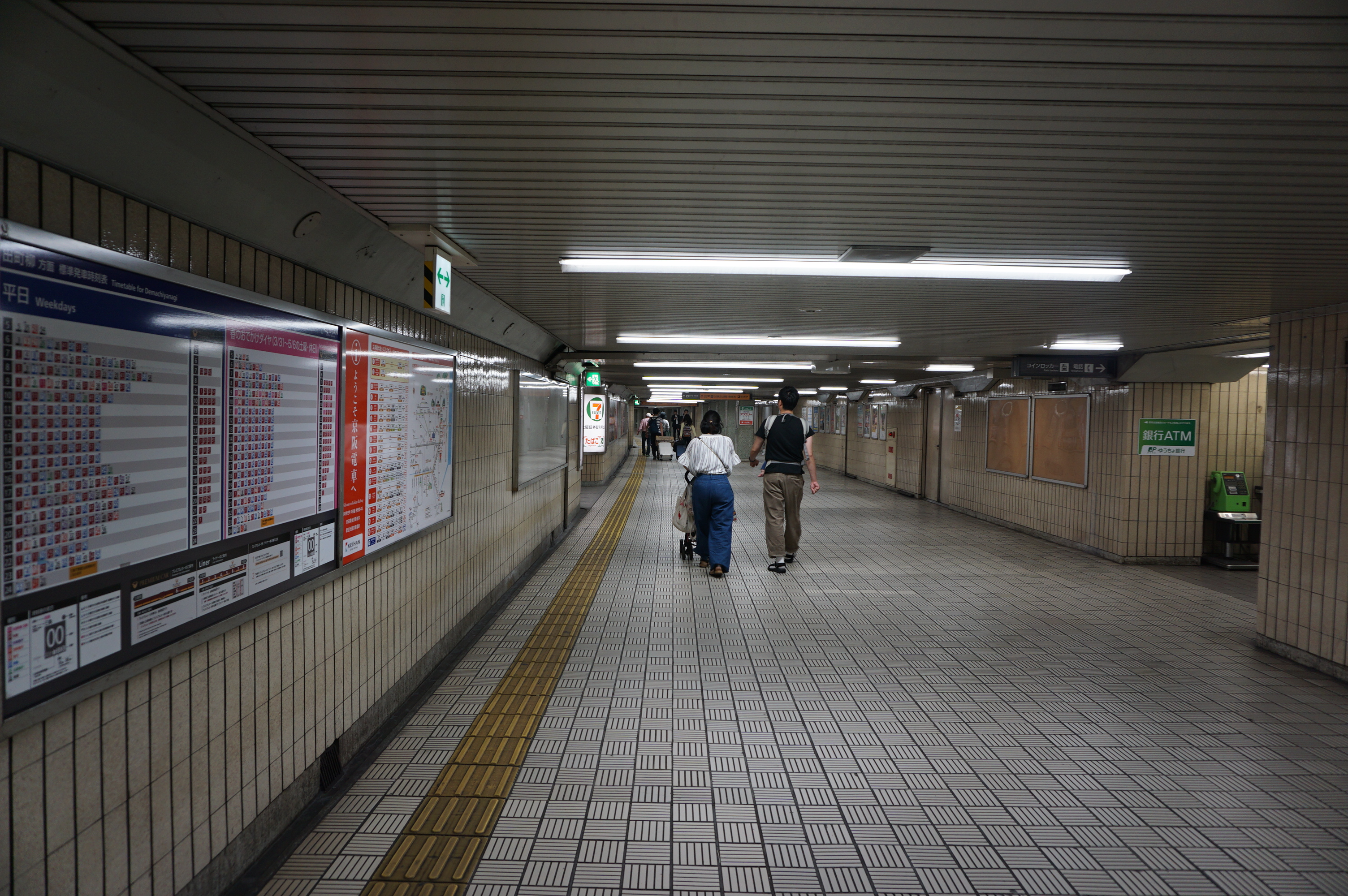
改札外コンコース（2018年4月）

## 大阪市高速電気軌道 (Osaka Metro)
島式ホーム1面2線を有する地下駅である。
改札・コンコースは地下2階、ホームは地下3階にある。改札口は京阪北浜駅寄りの北改札と、旧三越大阪店寄りの南改札の2か所がある。
当駅は、堺筋本町管区駅に所属しており、堺筋本町管区駅長が管理している。
車イス対応のエレベーターは改札内北改札口とコンコース間と改札外B2FコンコースとB1F京阪駅との連絡コンコース間に設置されている、B1Fと地上間は隣接する大阪証券取引所ビルのエレベーターが使用可能。おむつ交換台や車イスに対応した多目的トイレ北口改札外と南口改札内の2箇所に設置され、南北両改札口にはAEDが配備されている。

### のりば
| 番線 | 路線   | 行先                               |
| ---- | ------ | ---------------------------------- |
| 1    | 堺筋線 | 日本橋・動物園前・天下茶屋方面     |
| 2    | 堺筋線 | 天神橋筋六丁目・北千里・高槻市方面 |

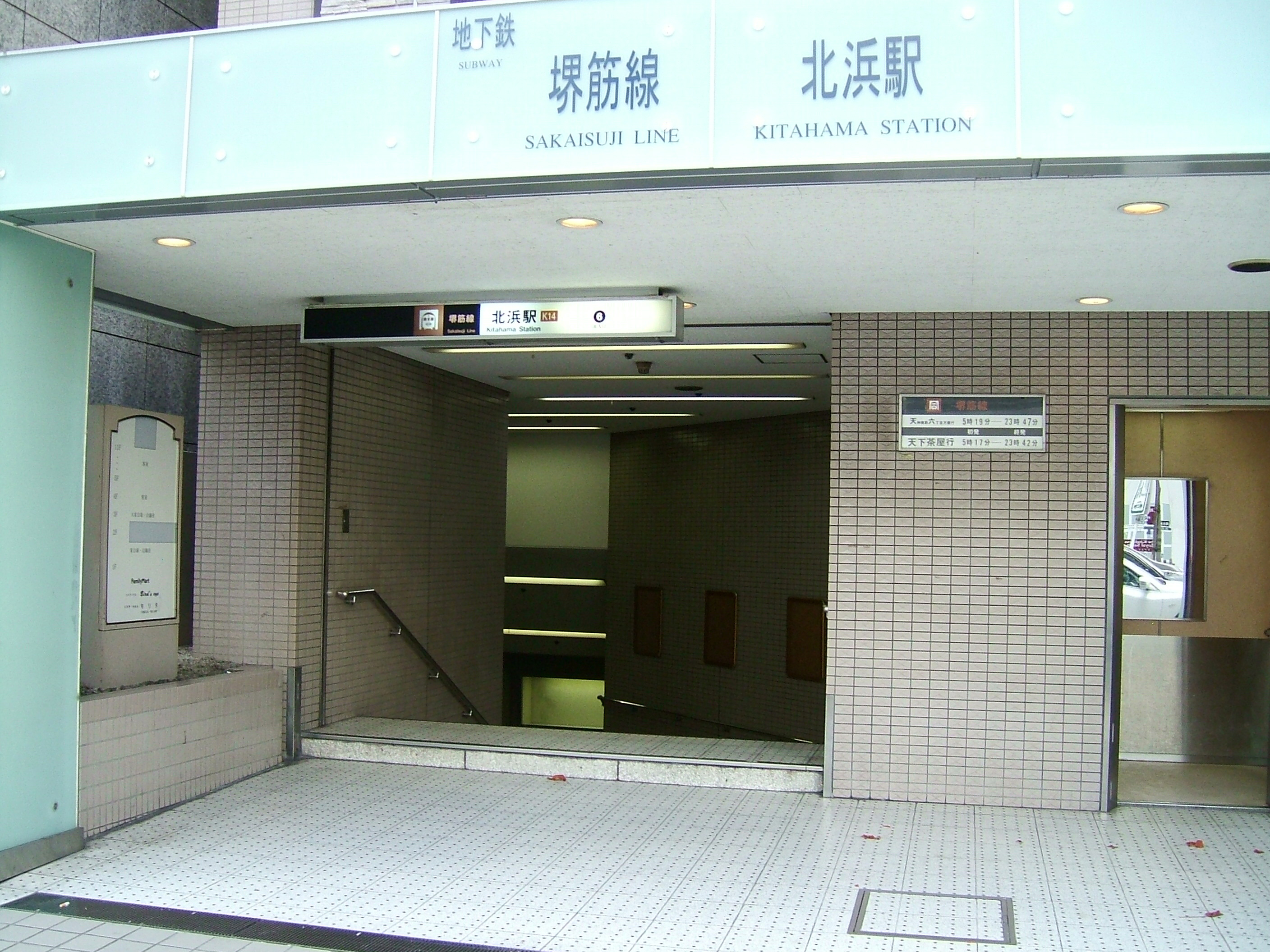
6番出入口（2008年1月）
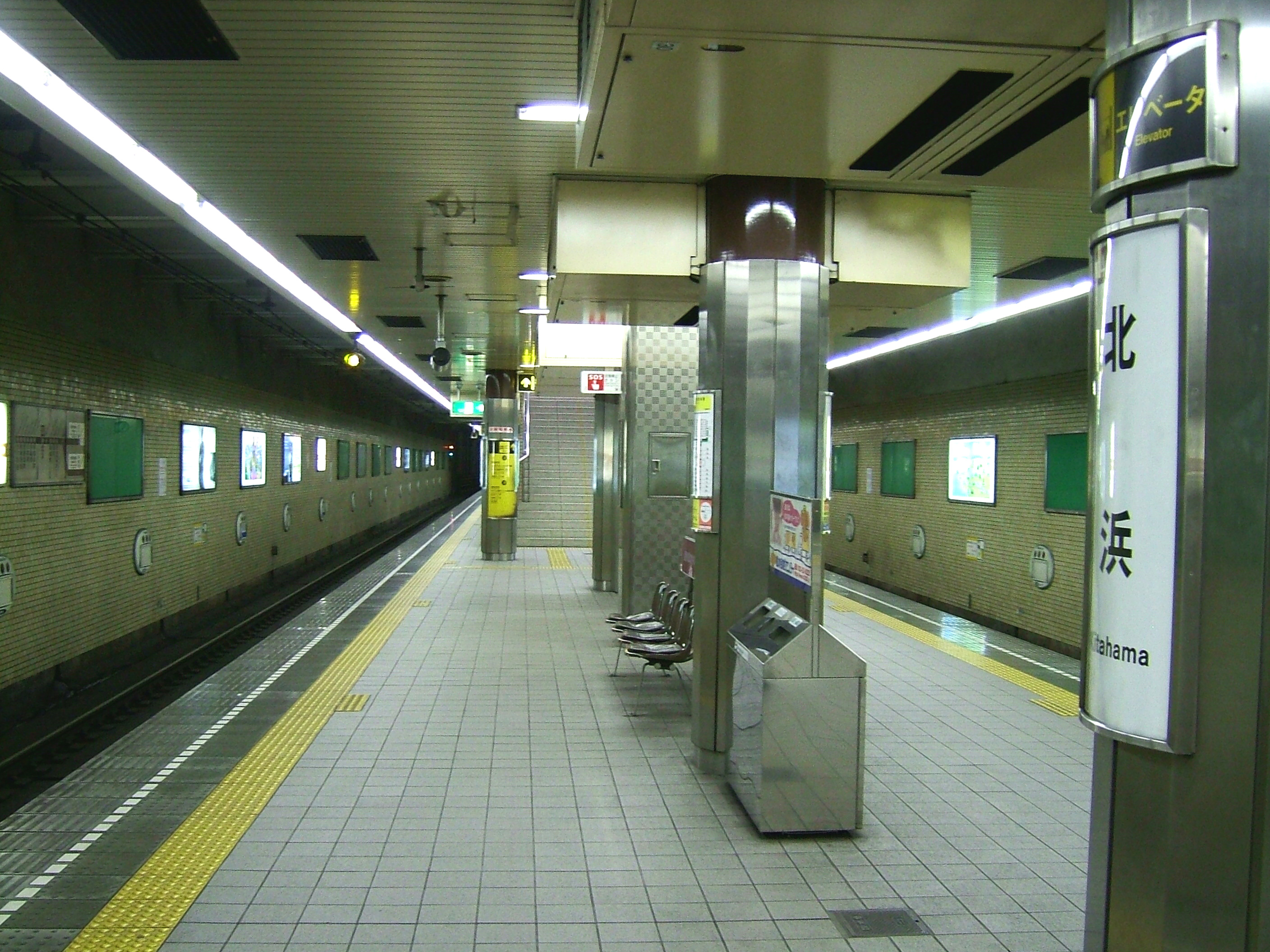
プラットホーム（改装前、2008年1月）
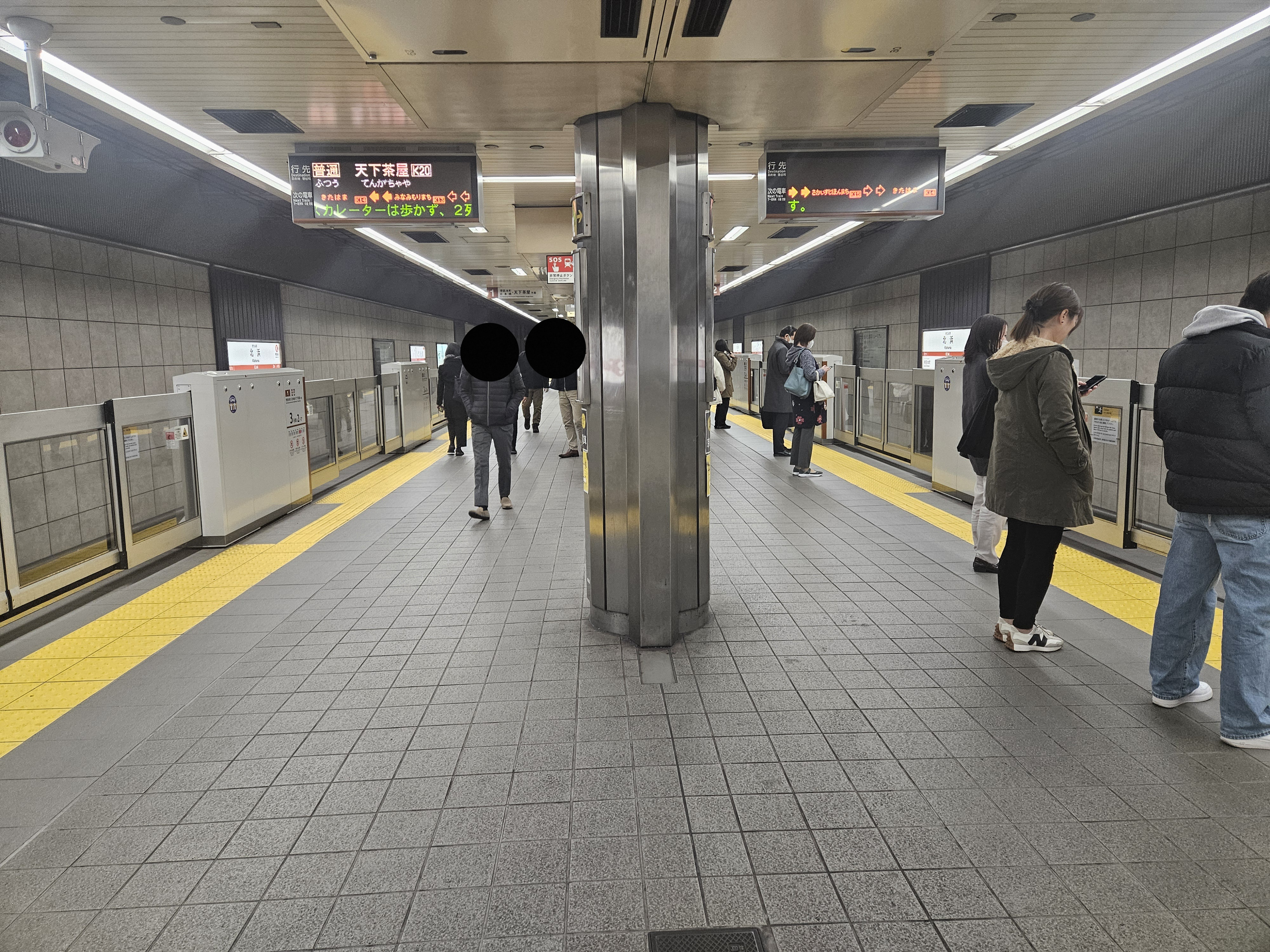
プラットホーム（改装後、2024年12月）

### 出口
| 出口番号 | 出口周辺 | 接続改札 | 備考             |
| -------- | --- | -------- | ---------------- |
| 1A       | 京阪本線北浜駅・京阪中之島線なにわ橋駅・大阪市役所 中之島公園・中央公会堂・府立中之島図書館・市立東洋陶磁美術館 大阪高等 地方 簡易裁判所・天満警察署・大阪弁護士会館・法テラス大阪 | 北改札   |                  |
| 1B       | 大阪証券取引所ビル連絡通路 | 北改札   | エレベーターあり |
| 2        | 北浜中央ビル連絡通路・緒方洪庵旧宅(適塾) | 北改札   | 7:00-22:00       |
| 3        | | 北改札   |                  |
| 4        | | 南改札   | エレベーターあり |
| 5        | | 南改札   |                  |
| 6        | | 南改札   | エレベーターあり |

## 利用状況

### 京阪電気鉄道
2023年（令和5年）度の1日当たりの利用者数は27,391人。

#### 大阪府・大阪市の統計データ
大阪府統計年鑑では各年度の特定日の利用状況が、大阪市統計書では1日平均乗車人員がそれぞれ公表されている。下表を参照。
| 年度               | 特定日利用状況 | 特定日利用状況 | 特定日利用状況 | 1日平均 乗車人員 | 出典          | 出典         |
| 年度               | 乗車人員       | 降車人員       | 乗降人員       | 1日平均 乗車人員 | 大阪府        | 大阪市       |
| ------------------ | -------------- | -------------- | -------------- | ---------------- | ------------- | ------------ |
| 1966年（昭和41年） | 13,681         | -              | -              | -                | [ 大阪府 1 ]  | -            |
| 1967年（昭和42年） | 11,321         | -              | -              | -                | [ 大阪府 2 ]  | -            |
| 1968年（昭和43年） | 12,063         | -              | -              | -                | [ 大阪府 3 ]  | -            |
| 1969年（昭和44年） | 12,795         | -              | -              | -                | [ 大阪府 4 ]  | -            |
| 1970年（昭和45年） | 20,718         | -              | -              | -                | [ 大阪府 5 ]  | -            |
| 1971年（昭和46年） | 21,687         | -              | -              | -                | [ 大阪府 6 ]  | -            |
| 1972年（昭和47年） | 23,588         | -              | -              | -                | [ 大阪府 7 ]  | -            |
| 1973年（昭和48年） | 23,926         | -              | -              | -                | [ 大阪府 8 ]  | -            |
| 1974年（昭和49年） | 25,880         | -              | -              | -                | [ 大阪府 9 ]  | -            |
| 1975年（昭和50年） | 25,717         | -              | -              | -                | [ 大阪府 10 ] | -            |
| 1976年（昭和51年） | 25,310         | -              | -              | -                | [ 大阪府 11 ] | -            |
| 1977年（昭和52年） | 24,577         | -              | -              | -                | [ 大阪府 12 ] | -            |
| 1978年（昭和53年） | 25,245         | -              | -              | -                | [ 大阪府 13 ] | -            |
| 1979年（昭和54年） | 25,072         | -              | -              | -                | [ 大阪府 14 ] | -            |
| 1980年（昭和55年） | 25,614         | -              | -              | -                | [ 大阪府 15 ] | -            |
| 1981年（昭和56年） | 26,324         | -              | -              | -                | [ 大阪府 16 ] | -            |
| 1982年（昭和57年） | 26,457         | 31,485         | 57,942         | -                | [ 大阪府 17 ] | -            |
| 1983年（昭和58年） | 26,912         | 31,313         | 58,225         | -                | [ 大阪府 18 ] | -            |
| 1984年（昭和59年） | 26,707         | 30,943         | 57,650         | -                | [ 大阪府 19 ] | -            |
| 1985年（昭和60年） | 26,750         | 30,811         | 57,561         | -                | [ 大阪府 20 ] | -            |
| 1986年（昭和61年） | 27,461         | 32,374         | 59,835         | -                | [ 大阪府 21 ] | -            |
| 1987年（昭和62年） | 27,545         | 32,259         | 59,804         | -                | [ 大阪府 22 ] | -            |
| 1988年（昭和63年） | 26,445         | 31,241         | 57,686         | -                | [ 大阪府 23 ] | -            |
| 1989年（平成元年） | 26,310         | 30,529         | 56,839         | -                | [ 大阪府 24 ] | -            |
| 1990年（平成02年） | 27,365         | 31,517         | 58,882         | -                | [ 大阪府 25 ] | -            |
| 1991年（平成03年） | -              | -              | -              | -                | [ 大阪府 26 ] | -            |
| 1992年（平成04年） | 27,913         | 32,196         | 60,109         | -                | [ 大阪府 27 ] | -            |
| 1993年（平成05年） | -              | -              | -              | -                | [ 大阪府 28 ] | -            |
| 1994年（平成06年） | -              | -              | -              | -                | [ 大阪府 29 ] | -            |
| 1995年（平成07年） | 25,376         | 29,743         | 55,119         | -                | [ 大阪府 30 ] | -            |
| 1996年（平成08年） | -              | -              | -              | -                | [ 大阪府 31 ] | -            |
| 1997年（平成09年） | -              | -              | -              | -                | [ 大阪府 32 ] | -            |
| 1998年（平成10年） | 21,136         | 24,442         | 45,578         | -                | [ 大阪府 33 ] | -            |
| 1999年（平成11年） | -              | -              | -              | -                | [ 大阪府 34 ] | -            |
| 2000年（平成12年） | 19,470         | 22,995         | 42,465         | -                | [ 大阪府 35 ] | -            |
| 2001年（平成13年） | -              | -              | -              | 20,368           | [ 大阪府 36 ] | [ 大阪市 1 ] |
| 2002年（平成14年） | 18,309         | 21,692         | 40,001         | 19,836           | [ 大阪府 37 ] | [ 大阪市 1 ] |
| 2003年（平成15年） | 17,644         | 20,522         | 38,166         | 19,142           | [ 大阪府 38 ] | [ 大阪市 1 ] |
| 2004年（平成16年） | 17,825         | 20,724         | 38,549         | 18,714           | [ 大阪府 39 ] | [ 大阪市 1 ] |
| 2005年（平成17年） | 18,164         | 21,151         | 39,315         | 18,675           | [ 大阪府 40 ] | [ 大阪市 1 ] |
| 2006年（平成18年） | 18,140         | 21,059         | 39,199         | 18,331           | [ 大阪府 41 ] | [ 大阪市 1 ] |
| 2007年（平成19年） | 17,761         | 20,485         | 38,246         | 18,764           | [ 大阪府 42 ] | [ 大阪市 1 ] |
| 2008年（平成20年） | 17,387         | 19,745         | 37,132         | 18,255           | [ 大阪府 43 ] | [ 大阪市 1 ] |
| 2009年（平成21年） | 17,259         | 19,044         | 36,303         | 17,816           | [ 大阪府 44 ] | [ 大阪市 1 ] |
| 2010年（平成22年） | 17,355         | 18,761         | 36,116         | 17,717           | [ 大阪府 45 ] | [ 大阪市 1 ] |
| 2011年（平成23年） | 16,460         | 18,491         | 34,951         | 17,630           | [ 大阪府 46 ] | [ 大阪市 1 ] |
| 2012年（平成24年） | 15,688         | 17,774         | 33,462         | 16,928           | [ 大阪府 47 ] | [ 大阪市 1 ] |
| 2013年（平成25年） | 15,952         | 18,033         | 33,985         | 16,431           | [ 大阪府 48 ] | [ 大阪市 1 ] |
| 2014年（平成26年） | 16,290         | 18,145         | 34,435         | 16,871           | [ 大阪府 49 ] | [ 大阪市 1 ] |
| 2015年（平成27年） | 16,858         | 18,579         | 35,437         | 17,145           | [ 大阪府 50 ] | [ 大阪市 1 ] |
| 2016年（平成28年） | 16,670         | 18,246         | 34,916         | 17,865           | [ 大阪府 51 ] | [ 大阪市 1 ] |
| 2017年（平成29年） | 17,073         | 19,202         | 36,275         | 18,355           | [ 大阪府 52 ] | [ 大阪市 1 ] |
| 2018年（平成30年） | 17,626         | 19,723         | 37,349         | 18,083           | [ 大阪府 53 ] | [ 大阪市 1 ] |
| 2019年（令和元年） | 18,451         | 20,227         | 38,678         | 18,689           | [ 大阪府 54 ] | [ 大阪市 2 ] |
| 2020年（令和02年） | 14,830         | 16,199         | 31,029         | 13,414           | [ 大阪府 55 ] | [ 大阪市 3 ] |
| 2021年（令和03年） | 14,859         | 15,916         | 30,775         | 14,516           | [ 大阪府 56 ] | [ 大阪市 4 ] |
| 2022年（令和04年） | 15,655         | 16,964         | 32,619         | 16,630           | [ 大阪府 57 ] | [ 大阪市 5 ] |
| 2023年（令和05年） | 16,096         | 17,325         | 33,421         | 17,523           | [ 大阪府 58 ] | [ 大阪市 6 ] |

### Osaka Metro
2024年11月12日の1日乗降人員は66,683人（乗車人員：32,453人、降車人員：34,230人）である。堺筋線の駅では堺筋本町駅・南森町駅・日本橋駅・天下茶屋駅に次ぐ第5位。
各年度の特定日における利用状況は下表の通りである。なお1969・1995年度の記録についてはそれぞれ1970・1996年に行われた調査であるが、会計年度上表中に記載の年度となる。
| 年度               | 調査日   | 乗車人員 | 降車人員 | 乗降人員 | 出典          | 出典          |
| 年度               | 調査日   | 乗車人員 | 降車人員 | 乗降人員 | メトロ        | 大阪府        |
| ------------------ | -------- | -------- | -------- | -------- | ------------- | ------------- |
| 1969年（昭和44年） | 01月27日 | 25,082   | 26,828   | 51,910   |               | [ 大阪府 4 ]  |
| 1970年（昭和45年） | 11月06日 | 32,966   | 32,638   | 65,604   |               | [ 大阪府 5 ]  |
| 1972年（昭和47年） | 11月14日 | 40,418   | 39,828   | 80,246   |               | [ 大阪府 7 ]  |
| 1975年（昭和50年） | 11月07日 | 44,390   | 43,458   | 87,848   |               | [ 大阪府 10 ] |
| 1977年（昭和52年） | 11月18日 | 41,790   | 41,803   | 83,593   |               | [ 大阪府 12 ] |
| 1981年（昭和56年） | 11月10日 | 44,077   | 45,275   | 89,352   |               | [ 大阪府 16 ] |
| 1985年（昭和60年） | 11月12日 | 45,417   | 44,955   | 90,372   |               | [ 大阪府 20 ] |
| 1987年（昭和62年） | 11月10日 | 46,774   | 46,654   | 93,428   |               | [ 大阪府 22 ] |
| 1990年（平成02年） | 11月06日 | 43,956   | 43,387   | 87,343   |               | [ 大阪府 25 ] |
| 1995年（平成07年） | 02月15日 | 40,180   | 37,315   | 77,495   |               | [ 大阪府 30 ] |
| 1998年（平成10年） | 11月10日 | 36,422   | 35,156   | 71,578   |               | [ 大阪府 33 ] |
| 2007年（平成19年） | 11月13日 | 31,562   | 32,452   | 64,014   |               | [ 大阪府 42 ] |
| 2008年（平成20年） | 11月11日 | 32,478   | 33,438   | 65,916   |               | [ 大阪府 43 ] |
| 2009年（平成21年） | 11月10日 | 34,743   | 34,186   | 68,929   |               | [ 大阪府 44 ] |
| 2010年（平成22年） | 11月09日 | 31,052   | 32,701   | 63,753   |               | [ 大阪府 45 ] |
| 2011年（平成23年） | 11月08日 | 30,172   | 31,594   | 61,766   |               | [ 大阪府 46 ] |
| 2012年（平成24年） | 11月13日 | 30,256   | 31,697   | 61,953   |               | [ 大阪府 47 ] |
| 2013年（平成25年） | 11月19日 | 30,370   | 31,826   | 62,196   | [ メトロ 1 ]  | [ 大阪府 48 ] |
| 2014年（平成26年） | 11月11日 | 30,258   | 31,985   | 62,243   | [ メトロ 2 ]  | [ 大阪府 49 ] |
| 2015年（平成27年） | 11月17日 | 33,502   | 34,581   | 68,083   | [ メトロ 3 ]  | [ 大阪府 50 ] |
| 2016年（平成28年） | 11月08日 | 33,391   | 34,703   | 68,094   | [ メトロ 4 ]  | [ 大阪府 51 ] |
| 2017年（平成29年） | 11月14日 | 34,401   | 36,318   | 70,719   | [ メトロ 5 ]  | [ 大阪府 52 ] |
| 2018年（平成30年） | 11月13日 | 34,233   | 35,963   | 70,196   | [ メトロ 6 ]  | [ 大阪府 53 ] |
| 2019年（令和元年） | 11月12日 | 34,715   | 36,190   | 70,905   | [ メトロ 7 ]  | [ 大阪府 54 ] |
| 2020年（令和02年） | 11月10日 | 28,830   | 29,925   | 58,755   | [ メトロ 8 ]  | [ 大阪府 55 ] |
| 2021年（令和03年） | 11月16日 | 28,604   | 30,190   | 58,794   | [ メトロ 9 ]  | [ 大阪府 56 ] |
| 2022年（令和04年） | 11月15日 | 30,338   | 31,823   | 62,161   | [ メトロ 10 ] | [ 大阪府 57 ] |
| 2023年（令和05年） | 11月07日 | 31,469   | 33,406   | 64,875   | [ メトロ 11 ] | [ 大阪府 58 ] |
| 2024年（令和06年） | 11月12日 | 32,453   | 34,230   | 66,683   | [ メトロ 12 ] |               |

## 駅周辺

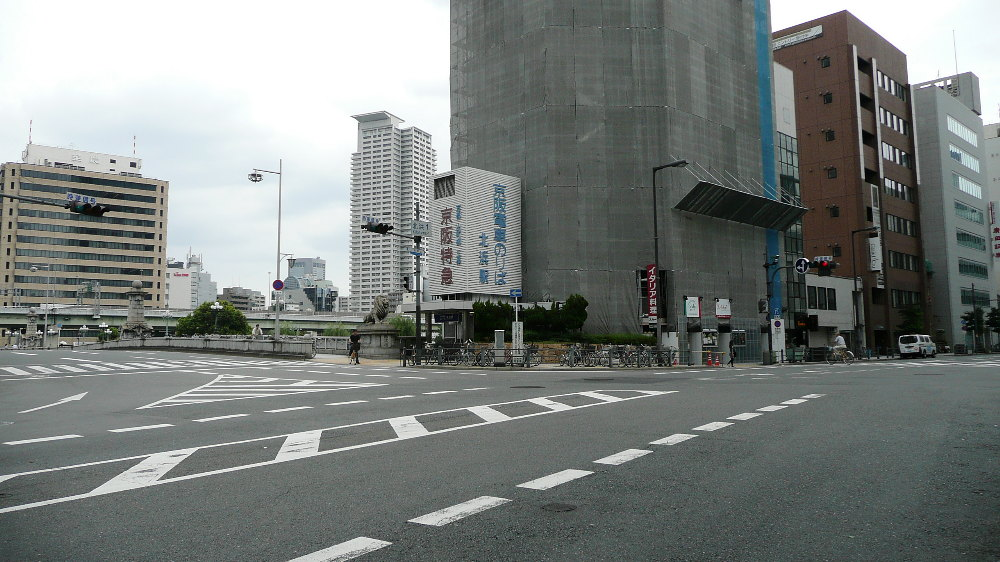
駅真上の北浜一丁目交差点

大阪取引所（旧・大阪証券取引所）や証券会社が集まる大阪の金融センターである。また、駅南側の道修町周辺は製薬会社や薬問屋が多い。なお、隣の淀屋橋駅とは地下通路でつながっている。
- 京阪中之島線 なにわ橋駅
- 難波橋
- 中之島公園
  - 大阪市立東洋陶磁美術館
  - こども本の森 中之島
- 少彦名神社
  - くすりの道修町資料館
- 関西棋院
- 北浜郵便局
- 大阪伏見町郵便局
- 小西家住宅（コニシ本社）
- 泊園書院跡
- 大阪活版所跡
- 大阪俵物会所跡
- 大阪金相場会所跡
- 大阪会議開催の地
- 大阪慶應義塾跡記念碑
- 両替商創業の地跡（天五に平五・十兵衛横丁）
- ダイワロイネットホテル大阪北浜
- ブライトンシティー北浜
- The Kitahama - 2005年に5月閉店した三越大阪店跡地に建設。

教育機関
- 大阪市立開平小学校

法人・店舗等
- 日本経済新聞社 大阪本社
- 三井住友銀行 大阪中央支店
- 大阪シティ信用金庫 本店
- 大分銀行 大阪支店
- 南都銀行 大阪中央営業部
- 京都銀行 大阪営業部
- 五感 北浜本館
- カプコン本社
- サミーツアー サン太陽トラベル本社
- 小野薬品工業 大阪支店
- アニメーションDo
- アンツ・コンセプト
- 廣田証券

### かつて存在した施設
- 三菱銀行大阪支店（→譲渡→あいおい損害保険）
- 大阪市信用金庫本店
- 三越大阪店（2005年5月閉店）
- 日商岩井大阪本社ビル（→トレードピア淀屋橋）

## バス路線
最寄り停留所は、堺筋と土佐堀通が交差する北浜一丁目交差点付近にある北浜二丁目である。以下の路線が乗り入れ、大阪シティバスにより運行されている。
- 62号系統：住吉車庫前/大阪駅前

## 隣の駅
京阪電気鉄道
京阪本線（淀屋橋駅 - 京橋駅間は全列車各駅に停車）
■快速特急「洛楽」・□ライナー・■特急・■通勤快急・■快速急行・■急行・■通勤準急・■準急・■区間急行・■普通
淀屋橋駅 (KH01) - 北浜駅 (KH02) - 天満橋駅 (KH03)
※通勤快急・通勤準急は平日下りのみ、ライナーは平日のみ運転。
大阪市高速電気軌道（Osaka Metro）
 堺筋線
南森町駅 (K13) - 北浜駅 (K14) - 堺筋本町駅 (K15)
- 括弧内は駅番号を示す。

### 記事本文